# Таман Аюн
Таман Аюн (индон. Pura Taman Ayun) — королевский индуистский храм на Бали, находящийся недалеко от деревни Менгви в 17 км от столицы острова Денпасара. Название храма в переводе с индонезийского означает «прекрасный сад». По величине территории занимает второе место на Бали после храма Бесаких. В 2012 году включён в список объектов всемирного наследия ЮНЕСКО.
Храм окружён каналом с водой и находится на острове длиной около 250 м и шириной 100 м. Войти в храм можно по мосту, который ведёт к центральным воротам.
В 2012 году храм Таман Аюн вместе с прилежащей территорией вошёл в список объектов мирового культурного наследия ЮНЕСКО под названием «Культурный ландшафт провинции Бали: система Субак как проявление философии Tri Hita Karana»). Объект включает также храм Улун Дану Батур и озеро Батур, водосбор реки Пакерисан.

## История
Храм был построен королём государства Менгви И Густи Агунг Путу (I Gusti Agung Putu) в 1632—1634 годах. Королевство Менгви в те годы носило название «Мангапура» (Mangapura), «Мангараджиа» (Mangarajia) и «Кавияпура» (Kawiyapura).
Архитектором храма был китаец по национальности Инг Кханг Гхью (Ing Khang Ghoe), известный также как И Качо (Kaco).
Таман Аюн — семейный храм королей Менгви. Поскольку все основные храмы острова Бали находились на большом расстоянии от королевского дворца, храм был задуман как символ девяти основных храмов Бали, таких как Бесаких, Улундану, Батур, Улувату, Батукару и др.

## Храмовый комплекс
Храмовый комплекс разбит на 4 двора, разделённых кирпичными стенами. Во внешний двор (jaba), можно попасть по единственному мосту, ведущему на остров, через центральные ворота. Внутри установлена небольшая скульптурная композиция, призванная защищать вход в храм от злых духов. Справа от входа расположен большой павильон (wantilan) для петушиных боёв. В настоящее время соревнования здесь не проводятся, внутри с помощью раскрашенных фигур для посетителей воссоздана сцена петушиного боя. Слева от входа находится фонтан с девятью струями, которые символизируют 9 направлений балийской розы ветров (зенит, север, юг, запад, восток и 4 промежуточных направления).
По дороге к следующему двору справа находится небольшой храмовый комплекс под названием Пура Лухуринг Пурнама.
Чтобы попасть во второй двор, нужно пройти через вторые ворота. У входа находится павильон Бале Пенгубенган (Bale Pengubengan), украшенном рельефами, изображающими богов Нава Санга (Nawa Sanga) — девять богов, охраняющих направления розы ветров.
На восточной стороне этой территории есть небольшой храм под названием Далем Бекак (Dalem Bekak), в то время как в западном углу находится Бале Кулькуль (Bale Kulkul), павильон для большого деревянного барабана, служащего ритуальным целям.
Третий двор — самая священная область храма, центральные ворота в неё открываются только во время праздничных церемоний.
Для входа служащих храма и паломников предназначены ворота слева и справа. Во внутреннем дворе храма построено несколько башен Меру разного размера и с разным количеством ярусов.
Три двора храма символизируют три уровня балийской космологии: от самого низа, где живут злые духи, через средний уровень, где находятся люди, до верхнего, где обитают боги.
Как сказано в древней истории Адхипарва, весь храмовый комплекс символизирует мифическую индуистскую гору Махамеру, которая плавает в море молока.
Хенк Шульте Нордхольт писал в своей книге, что Таман Аюн был реставрирован 1750 году. Имя архитектора было написано как Хобин Хо (Hobin Ho).

## Галерея

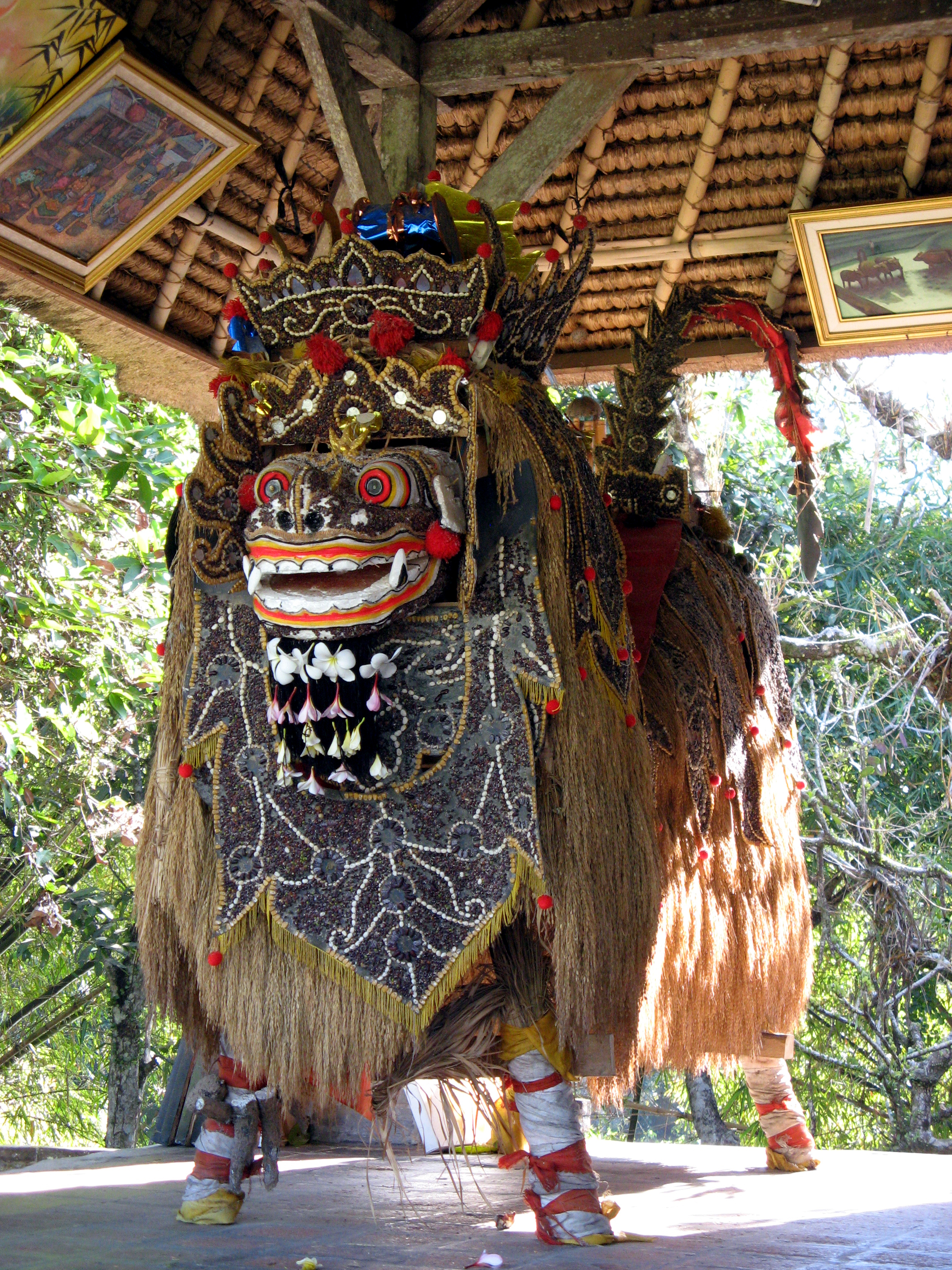
Ритуальный костюм Баронга
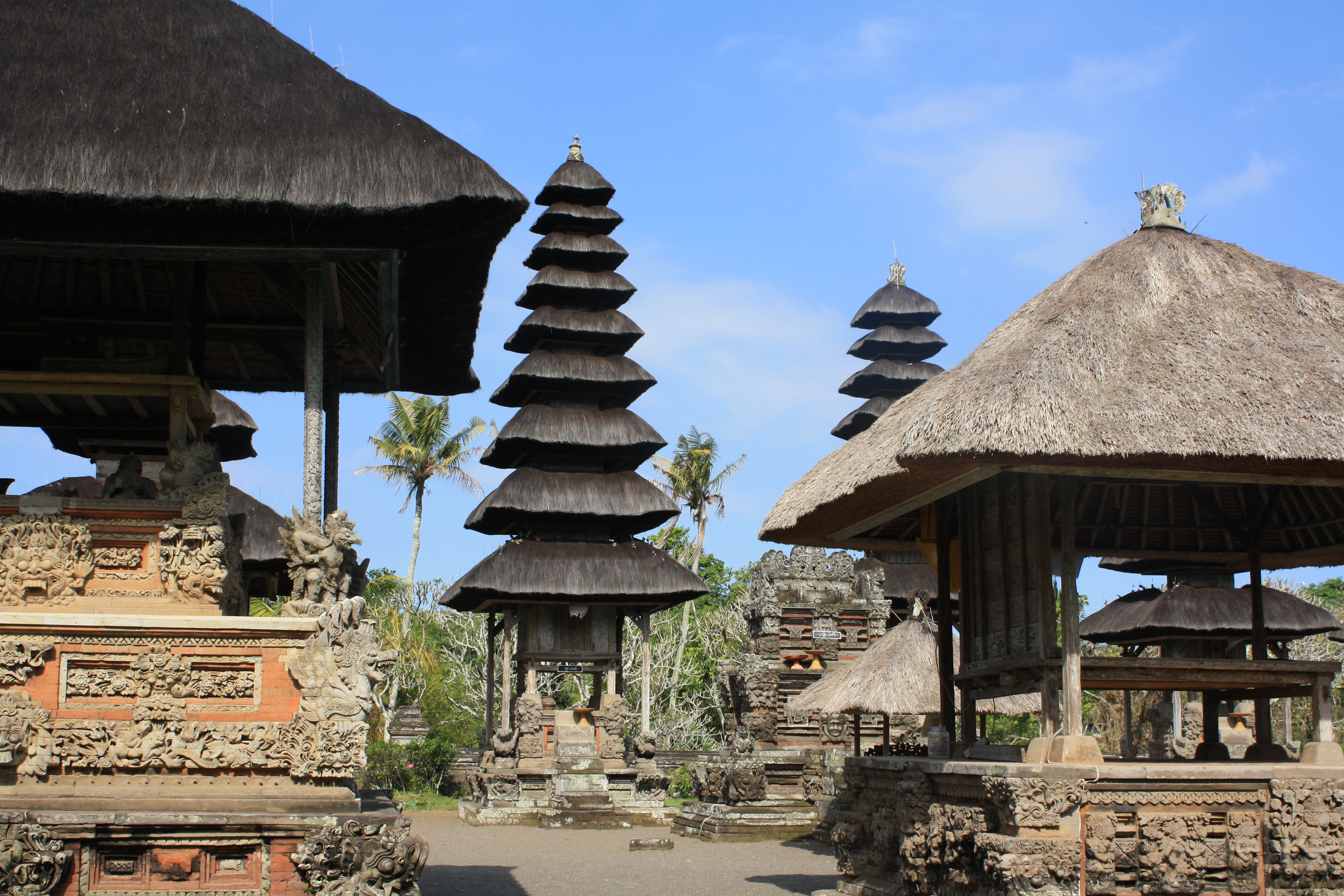
Главный павильон
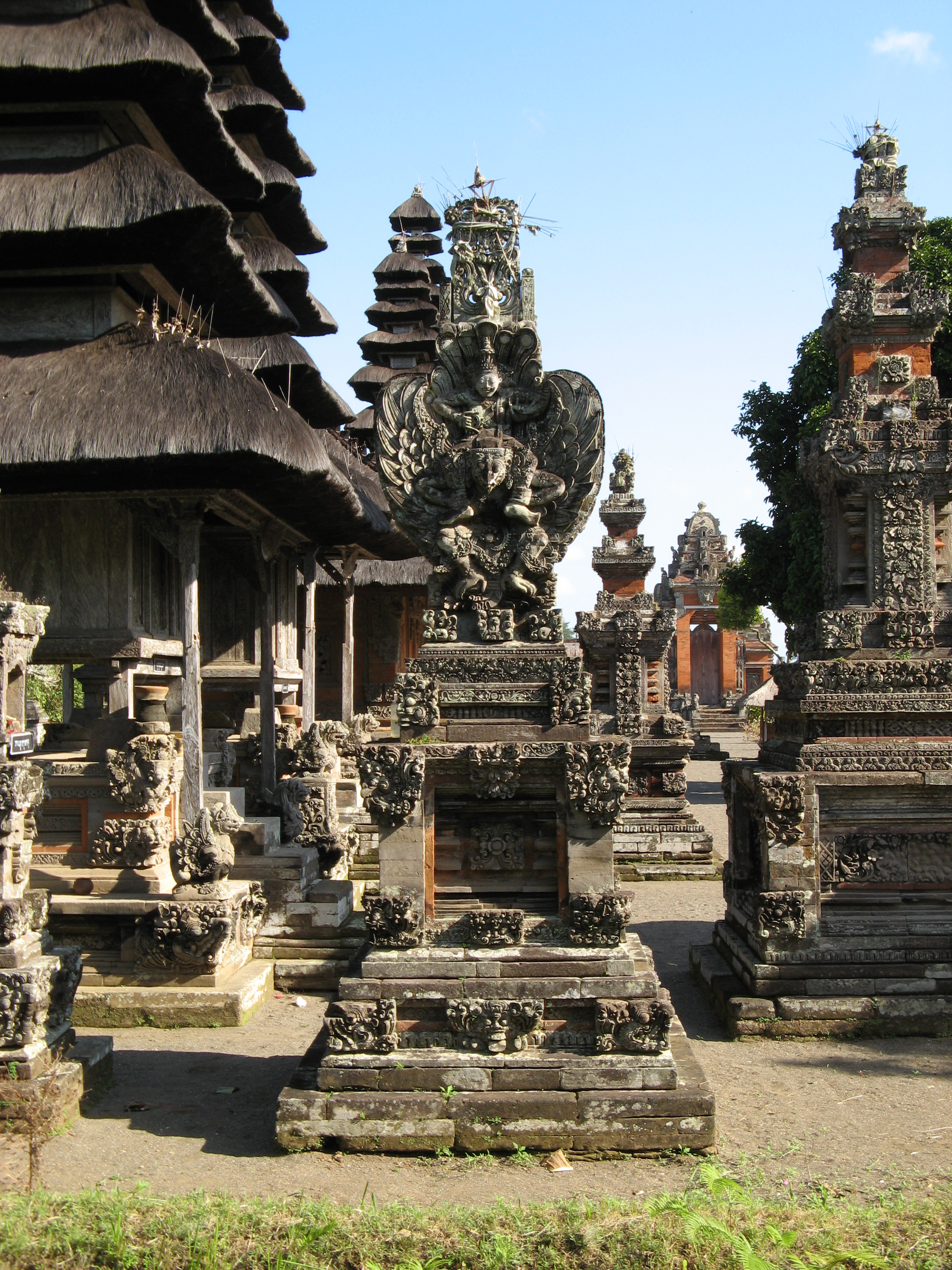
Гаруда
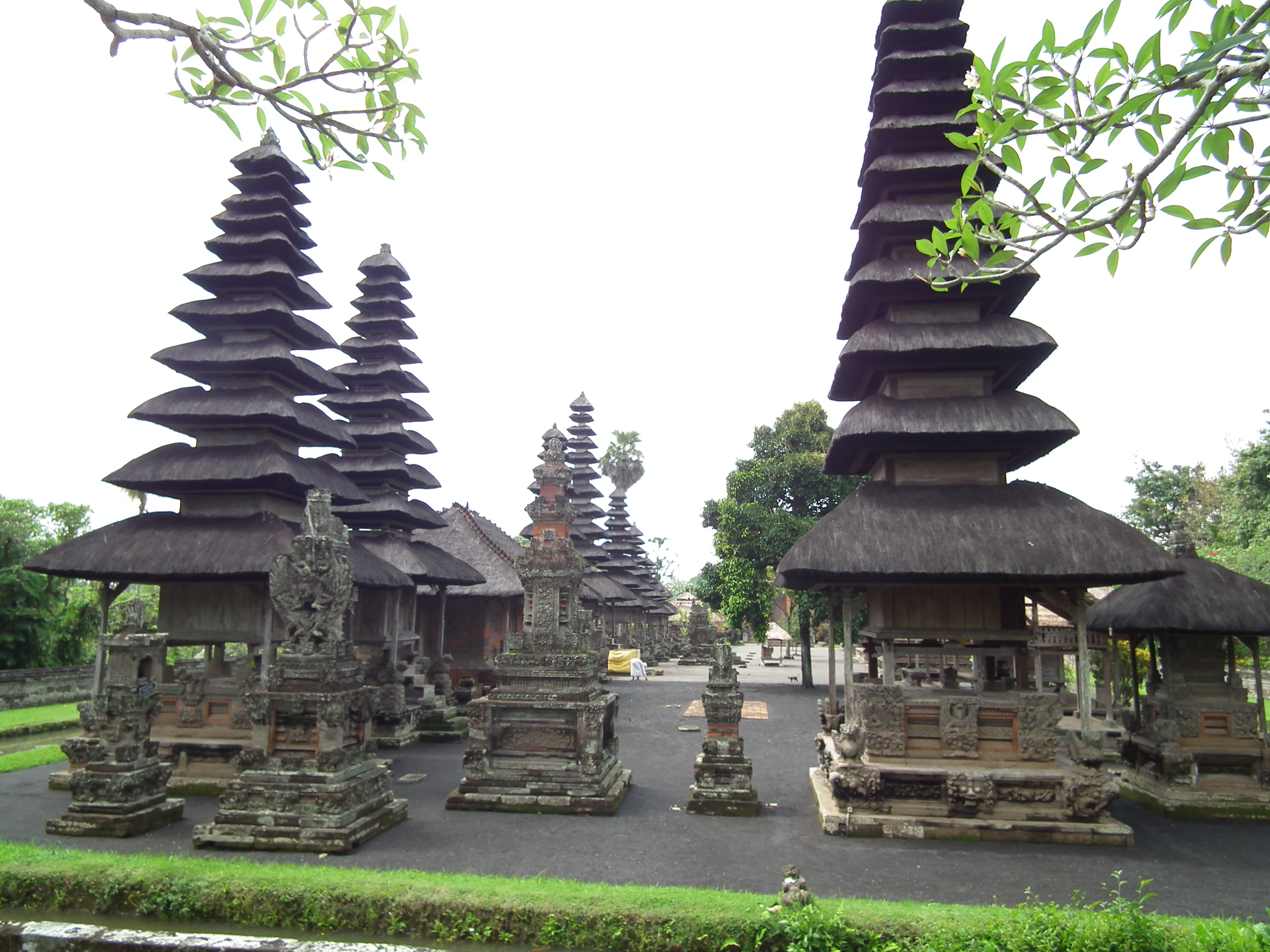
Башня Меру в форме пагоды
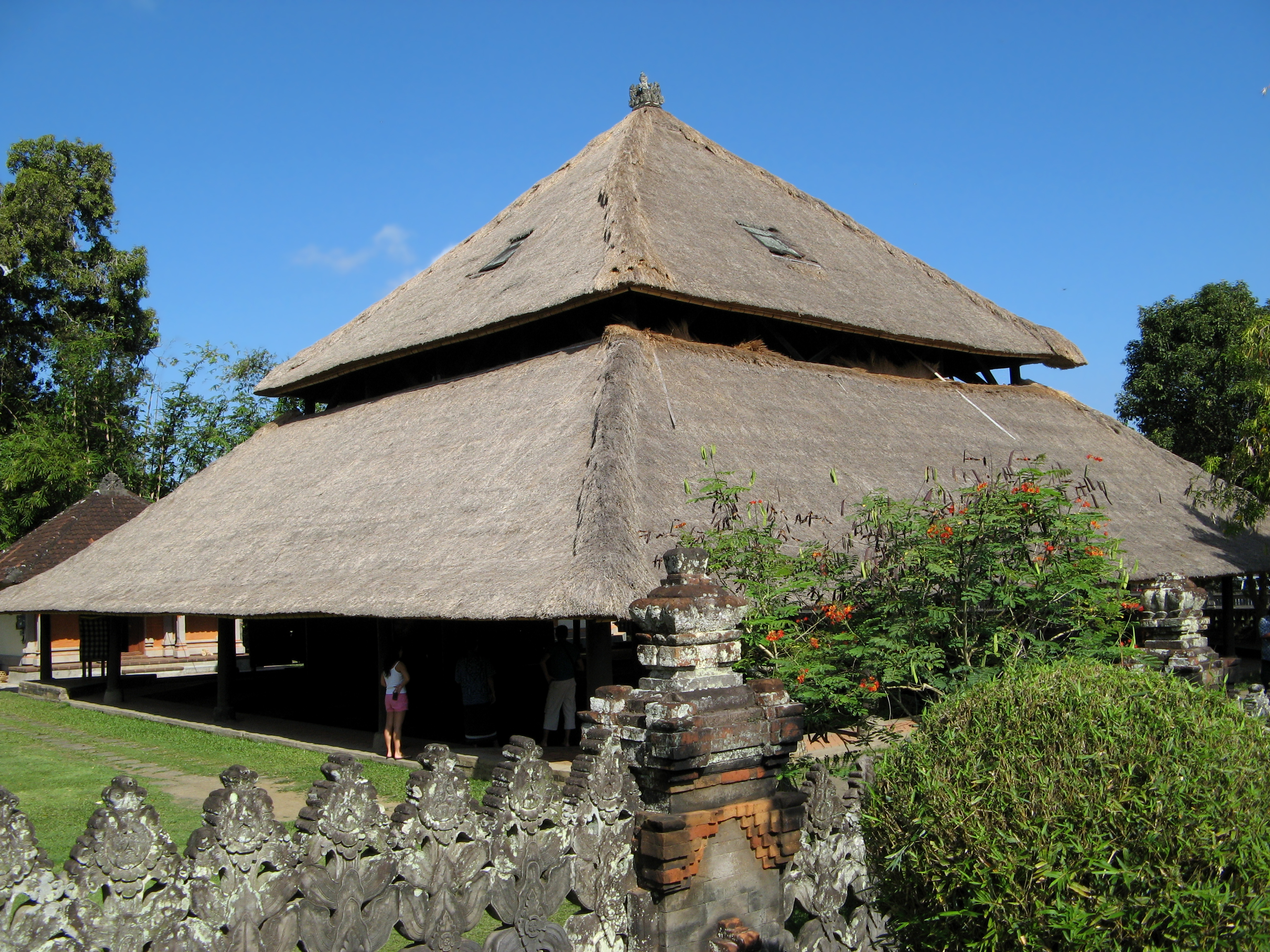
Павильон для петушиных боёв